# George Washington Stephens (Politiker, 1832)

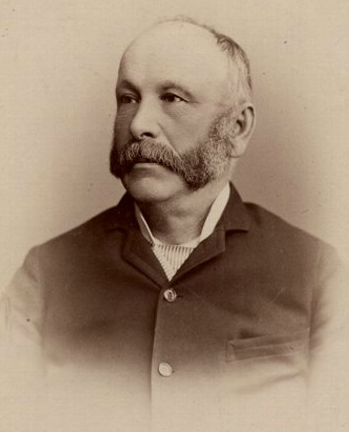
George Washington Stephens

George Washington Stephens (* 22. September 1832 in Swanton, Vermont, USA; † 20. Juni 1904 in Montreal, Kanada) war ein kanadischer Rechtsanwalt, Geschäftsmann, Grundbesitzer und Politiker. Er war besonders für seine Aktivitäten im Parlament der Provinz Québec und als Mitglied des Kabinetts unter zwei Premierministern bekannt.

## Werdegang
Stephens kam im an Kanada angrenzenden US-Bundesstaat Vermont als Sohn von Harrison Stephens (1801–1881) und Sarah Jackson zur Welt. Der Vater stammte aus der Kleinstadt Jamaica in Vermont und hatte es dort als Schuhfabrikant zu einem Vermögen gebracht. 1830 ließ er sich in Montreal nieder, wo er als Einzelhandelskaufmann tätig war und eine Familie gründete. George Stephens hatte zwei Brüder, Romeo H. und Sheldon Samuel Stephens.
Stephens war zunächst im familieneigenen Einzelhandel tätig. 1863 machte er seinen Abschluss an der McGill University in Montreal und wurde Mitglied des Bar of Quebec, einer 1849 gegründeten Rechtsanwaltskammer in Quebec. Nachdem er in einer Anwaltskanzlei gearbeitet hatte, war er als Einzelanwalt tätig. 1868 wurde Stephens in den Stadtrat von Montreal gewählt, wo er den Stadtbezirk Saint-Laurent vertrat. Er war mit Unterbrechungen bis 1892 im Stadtrat aktiv. In dieser Zeit bekam er durch die kanadische Presse den Spitznamen „The Corporate Watch Dog“.
Bei den Wahlen zur Legislativversammlung von Québec 1881 wurde Stephens als Kandidat der Parti libéral du Québec (PLQ) für den Wahlbezirk Montreal Centre gewählt. 1886 gelang ihm die Wiederwahl nicht, auch 1890 trat er nochmals erfolglos an. Erst 1892 wurde Stephens wiedergewählt, dieses Mal als Repräsentant für die Stadt Huntingdon. 1896 reichte er einen Gesetzentwurf ein, der das Aushängen von zu provokanter Theaterreklame verbot.
1897 erreichte seine politische Laufbahn ihren Höhepunkt, als er als Minister ohne Portefeuille in das Kabinett von Félix-Gabriel Marchand, dem amtierenden Premierminister der Provinz Quebec, berufen wurde. 1900 übernahm er die gleiche Position unter dem neuen Premierminister Simon-Napoléon Parent. 1902 wurde er zum Kolonialkommissar für die Provinz Quebec ernannt.

## Familie
1865 heiratete Stephens die wesentlich jüngere Elizabeth Mary McIntosh, die schottische Wurzeln hatte. Sie hatten einen Sohn, George Washington Stephens, Jr. (1866–1942). George Stephens Jr. erreichte in der Dritten Artillerie von Montreal den Rang eines Lieutenant-Colonel und ging später ebenfalls in die Politik. Er war beim Völkerbund tätig und war unter anderem Vorsitzender der Regierungskommission des Völkerbunds im Saarland.
Nach dem frühen Tod seiner ersten Frau heiratete Stephens 1878 deren jüngere Schwester, Frances Ramsey McIntosh. Mit ihr hatte er einen weiteren Sohn, Francis Chattan Stephens (1887–1918). Chattan wurde Börsenmakler und gründete den Konzern F. C. Stephens & Company. Er heiratete Hazel Beatrice Kemp, eine Tochter des kanadischen Ministers Sir Edward Kemp. Im Ersten Weltkrieg wurde er Leutnant im 13. Kanadischen Bataillon und dient in Frankreich an der Front. Chattan Stephens erlag im Oktober 1918 der sogenannten spanischen Grippe.
George Stephens starb 1904 im Alter von 71 Jahren und wurde auf dem Friedhof Mont-Royal von Montreal beigesetzt. Seine Witwe Frances kam 1915 bei der Versenkung der Lusitania durch ein deutsches U-Boot ums Leben.